# Heidenhain
Dr. Johannes Heidenhain GmbH, dite Heidenhain, est une entreprise allemande d'électronique et d'optique de précision.
Cette entreprise est spécialisée dans le développement et la fabrication de systèmes de mesure linéaire et angulaire, de capteurs rotatifs, de visualisations de cotes et de commandes numériques. Ses produits ont des applications chez les constructeurs de machines-outils et les constructeurs d'installations et de machines automatisées, en particulier pour la fabrication de semi-conducteurs et l'industrie électronique.

## Histoire
Heidenhain tient ses origines d'une entreprise de gravure sur métal fondée à Berlin en 1889 par Wilhelm Heidenhain.
En 1928, le procédé Metallur fut développé. Ce principe de copie permet une copie exacte d'une graduation sur une surface métallique grâce à du sulfure de plomb. Ainsi en 1936, une règle de mesure en verre pouvait être copiée par procédé photo-mécanique avec une précision ± 0,015 mm.
En 1943, un disque gradué pouvait être copié avec une précision de ± 3 secondes d'arc.
Après la Seconde Guerre mondiale, Heidenhain GmbH fut fondée à Traunreut. L'invention du processus Diadur en 1950 permit la fabrication en grande série d'échelles de balances professionnelles incluant la conversion du poids en prix équivalent. En 1952, des systèmes de mesure linéaire optiques furent développés pour les machines-outils. En 1961, les premières règles linéaires et premiers disques de mesure à principe optique furent produits. En 1968 sortent les premiers compteurs de visualisation.
La première commande numérique Heidenhain pour des machines numériques fut lancée sur le marché en 1976. En 1987, l'entreprise réussit à fabriquer en série des règles avec un principe de mesure faisant recours aux interférences lumineuses et avec un pas de l'ordre du nanomètre.
En 1997, l'entreprise créa l'interface EnDat permettant un transfert rapide des informations de position.
D'après ses propres données, en 2006, Heidenhain a des filiales dans 43 pays, emploie environ 6 000 personnes dont 2 400 dans la maison mère. En 1999, 8,5 millions de capteurs linéaires ou angulaires, 400 000 cadrans, 180 000 commandes numériques étaient sur le marché.